# Josia tenuivitta
Josia tenuivitta är en fjärilsart som beskrevs av Butler 1878. Josia tenuivitta ingår i släktet Josia och familjen tandspinnare. Inga underarter finns listade i Catalogue of Life.